# 카를 프리츠슈
카를 프리츠슈(Karl Fritzsch, 1903년 7월 10일 ~ 1945년 5월 2일?)는 오스트리아-헝가리의 지배를 받고 있던 보헤미아 출신 독일 나치 친위대원이다. 최종 계급은 최고돌격지도자였으며, 아우슈비츠 강제수용소 부소장을 맡았다. 치클론 B 가스를 학살용으로 사용하자고 처음 제안한 것으로 알려져 있다.
베를린 공방전 당시 죽었다는 것이 통설이나, 그 정확한 말로가 어땠는지는 알려져 있지 않다. 소련측에서는 영국 정보국이 프리츠슈를 잡아 노르웨이로 데려갔다고 주장했다.